# Lycaena reducta
Lycaena reducta är en fjärilsart som beskrevs av Percy I. Lathy 1926. Lycaena reducta ingår i släktet Lycaena och familjen juvelvingar. Inga underarter finns listade i Catalogue of Life.